# Iran Air
Iran Air (tiếng Ba Tư: ایران ایر), tên chính thức Hãng hàng không của nước Cộng hòa Hồi giáo Iran (tiếng Ba Tư: هواپیمائی جمهوری اسلامی ایران Havapeyma'i-ye Jomhuri-ye Eslāmi-ye Iran) là hãng hàng không quốc gia của Iran, đang hoạt động dịch vụ 60 điểm đến, 35 điểm đến quốc tế và 25 điểm đến trong nước. Đội máy bay vận tải hàng hóa hoạt động dịch vụ đến 20 điểm đến thường lệ và 5 điểm đến thuê chuyến. Căn cứ chính của hãng là sân bay quốc tế Tehran Imam Khomeini cho các chuyến bay quốc tế và sân bay Tehran Mehrabad cho các chuyến bay nội địa. Trụ sở của hãng ở sân bay Mehrabad ở Tehran.
Từ viết tắt của nó, Homa (tiếng Ba Tư: هما), có nguồn gốc từ hai nguồn: các chữ cái đầu tiên của tên Ba Tư trước cách mạng của Iran Air, Melli Havapeyma'i-ye-ye Iran (tiếng Ba Tư: هواپیمایی ملی ایران); và từ Homa, một sư tử đầu chim thần thoại Ba Tư.